# Special Jollof
Special Jollof es una película dramática de comedia romántica nigeriano-estadounidense de 2020 producida y dirigida por Emem Isong. Está protagonizada por Joseph Benjamin, Uche Jombo y Femi Adebayo.

## Sinopsis
Una periodista estadounidense blanca que revive después de una ruptura con su amante comienza a trabajar como encubierta en un restaurante nigeriano para demostrar que los nigerianos emigran ilegalmente a los Estados Unidos. Luego, finalmente se enamora de un chico nigeriano.

## Elenco
- Joseph Benjamin
- Uche Jombo
- Femi Adebayo
- John Maciag
- Magdalen Vaughn
- Bukky Wright
- Robert Peters
- Chiwetalu Agu
- Pérez Egbi

## Producción
La película se rodó en escenarios tanto de Nigeria como de Estados Unidos. La película establece una historia de amor con la inmigración de fondo. Se estrenó el 14 de febrero de 2020 coincidiendo con el Día de San Valentín y también con la celebración del mes de la historia negra en Estados Unidos.